# California (Phantom Planet)
California è una canzone dei Phantom Planet, estratta dal loro album di debutto del 2002 The Guest. La canzone è stata utilizzata per la prima volta nell'episodio 8 della serie TV statunitense Fastlane, ma è divenuta celebre soprattutto per essere diventata la sigla di apertura del celebre serial The O.C.. Precedentemente era stata inclusa anche nella colonna sonora del film Orange County. Il brano racconta di un viaggio in auto sulla U.S. Route 101 per assistere ad un concerto.
Da molti California è ritenuta una cover del brano California, Here I Come di Al Jolson, per via del ritornello e del titolo molto simili. Anche l'assolo al pianoforte all'inizio ed alla fine del brano assomigliano molto alla canzone di Jolson, anche se poi il brano dei Phantom Planet si differenzia nella melodia. Tuttavia nei crediti del brano viene citato anche Jolson ed il suo team di compositori, presumibilmente per evitare controversie legali.
La canzone è stata registrata in una nuova versione più lenta nel 2005 dai Phantom Planet, e ripubblicata col titolo California 2005. Questa nuova versione è stata utilizzata nel secondo episodio della terza stagione di The O.C., ed inserita nell'album Music from the OC: Mix 5. La canzone ha ricevuto una massiccia programmazione nello stato della California, ma è rimasta relativamente sconosciuta nel resto del mondo.
Nel 2006 è stata registrata un'altra cover del brano, questa volta dai Mates of State per il sesto volume della colonna sonora di The OC.
Il brano è stato usato anche nel cartone animato I Simpson, nell'episodio "Milhouse di sabbia e nebbia", durante una parodia di The O.C.
La canzone è apparsa anche nel documentario Enron: The Smartest Guys in the Room, quando vengono mostrate le sequenze relative alla crisi elettrica californiana, dovuta alla multinazionale Enron.

## Video musicale
Il video di "California" è stato diretto da Roman Coppola, il figlio del regista Francis Ford Coppola, e trasmesso per la prima volta nella settimana del 18 marzo 2002. Il video, seguendo il testo della canzone, mostra i cinque componenti dei Phantom Planet nel loro viaggio sulla Route 101, alternando le sequenze di "vita quotidiana" ad alcune immagini tratte da esibizioni dal vivo del gruppo.

## Tracce

### CD 1
1. California (Jack Joseph Puig Mix) - 3:18
2. The Guest - 3:44

### CD 2
1. California (Tchad Blake Mix)
2. Always On My Mind (Alex Greenwald Mix)

## Classifica italiana
| Posizione | 12 | 7 | 9 | 2 | 4 | 6 | 4 | 7 | 11 | 9 | 9 | 10 | 17 |

## Classifiche
| Classifica (2004-06) | Posizione massima |
| -------------------- | ----------------- |
| Austria              | 3                 |
| Germania             | 13                |
| Irlanda              | 10                |
| Italia               | 2                 |
| Regno Unito          | 9                 |
| Svizzera             | 17                |